# Haramijszka dupka (Haramia-lyuk)
A Haramijszka dupka (bolgárul: Харамийска дупка), magyarul Haramia-lyuk egy barlang Bulgáriában, Szmoljan megyében, Trigrad községben. Ez a Rodope-hegység nyugati része. A Haramia-lyuk néhány száz méterre nyílik az Ördögtorok-barlangtól. 
A barlang 1977-ig két barlang volt, ekkor találták meg ugyanis az összeköttetést a Haramia 1. és a Haramia 2. barlang között. A Haramia 2-ről az első leírást még 1924-ben készítették. Az 1965-ben megkezdett térképezés vezetett végül a két barlang összekapcsolásához. Az 1980-as években régészeti kutatásokat végeztek itt, és az időszámításunk előtti 4. évezredből származó szerszámokat, szövőeszközöket és kerámiadarabokat találtak. 
A barlang hossza 510 méter. Igen meredek üreg, függőleges részekkel, illetve 45 fokos lejtéssel. Az aknában a jég is sokáig képes megmaradni. A korábban két különálló barlangot egy 43 méter hosszú hasadék kapcsolja össze. A barlang bejárata egyből egy 20 méteres szakadékot jelent. Ide csak kötéltechnikával lehet lejutni. A nagy csarnokba való lejutás a 43 méter hosszú,  erősen lejtő hasadékon keresztül szintén kötéltechnikát igényel.  
A Haramia-lyuk nyitva áll a turisták előtt. Habár kiépítetlen, villamosítva sincs, mégis látogatható. A barlang látogatása speciális felszerelést igényel, kalandtúra jellegű. Előzetesen kell a túrára jelentkezni, a vezető korlátozott számú látogatót visz csak le egyszerre. Találkozás, fizetés és átöltözködés az Ördögtorok-barlangnál.  

## Fordítás
- Ez a szócikk részben vagy egészben  a(z)   Харамийска дупка című bolgár Wikipédia-szócikk fordításán alapul.  Az eredeti cikk szerkesztőit annak laptörténete sorolja fel. Ez a jelzés csupán a megfogalmazás eredetét és a szerzői jogokat jelzi, nem szolgál a cikkben szereplő információk forrásmegjelöléseként.